# Abdelkader Lecheheb
Abdelkader Lecheheb (en arabe : عبد القادر لشهب), né à Oujda (protectorat français du Maroc) le 13 juillet 1954 et mort le 10 novembre 2024, est un diplomate marocain et ancien footballeur,,.

## Biographie

### Études
Abdelkader Lecheheb a étudié à la faculté de droit de Casablanca, et obtenu un doctorat en relations internationales à l'université de Genève.

### Carrière

#### En tant que footballeur
Abdelkader Lecheheb a joué au football au poste d'attaquant. Après avoir joué dans sa jeunesse dans des équipes de quartier d'Oujda, il évolue avec les équipes locales telles que l'Union sportive musulmane d'Oujda en 1972 et le Mouloudia Club d'Oujda de 1973 à 1974 avant de partir à Casablanca pour porter le maillot du Wydad Athletic Club. Il marque 23 buts cette saison-là, menant le Wydad au titre de champion pour la saison 1975-1976. Il a aussi évolué en première division suisse.
Il a fait 15 apparitions pour l'équipe nationale de football du Maroc.

#### En tant que diplomate
En 1983, Abdelkader Lecheheb intègre le ministère des Affaires étrangères et de la Coopération.
En 1988, il est conseiller des Affaires économiques au sein de la représentation du Maroc auprès de l'office des Nations unies à Genève.
En 1995, il devient directeur de cabinet du ministre des Affaires étrangères et de la Coopération.
En 1998, il est nommé ambassadeur du Maroc au Canada.
En 2003, il est nommé ambassadeur du Maroc au Japon.
En 2008, il est nommé ambassadeur du Maroc en Russie et présente ses lettres de créance au président russe Dmitri Medvedev le 29 mai 2009. Il occupe ce poste jusqu'en 2019.

### Mort
Abdelkader Lecheheb meurt le 10 novembre 2024 à l'âge de 70 ans.